# Charles Borde
Pour les articles homonymes, voir Borde.
Pour l’article ayant un titre homophone, voir Charles Bordes.
Charles Borde, ou parfois Bordes, comme lui-même orthographiait son nom, né à Lyon le 6 septembre 1711 et mort le 15 février 1781 dans la même ville, est un homme de lettres français.

## Biographie
Charles Borde est né à Lyon le 6 septembre 1711. Après des études chez les Jésuites à Lyon, il vint à Paris où il fréquenta Mably et Condillac. Il retourna à Lyon vers 1740, avec une réputation de poète léger et d'esprit cultivé.
Il écrivit des poèmes galants, des textes légers, une tragédie (Blanche de Bourbon), mais surtout de nombreux mémoires et ouvrages sur des sujets littéraires, philosophiques et de morale sociale, sur la religion, la langue ou l'éducation.
Il fut particulièrement connu par la controverse qu'il engagea avec Jean-Jacques Rousseau sur la place et l'importance des sciences et des arts. Il fut lié à Voltaire, dont il était proche sur le plan des idées, et qu'il reçut à l'Académie de Lyon en 1754. En 1745, il sera élu membre de l'Académie des Sciences, Belles-Lettres et Arts de Lyon.
Il meurt le 15 février 1781 à Lyon.
Certaines de ses œuvres, parmi lesquelles la Profession de foi philosophique, ont été pendant longtemps attribuées à Voltaire.

## Œuvres

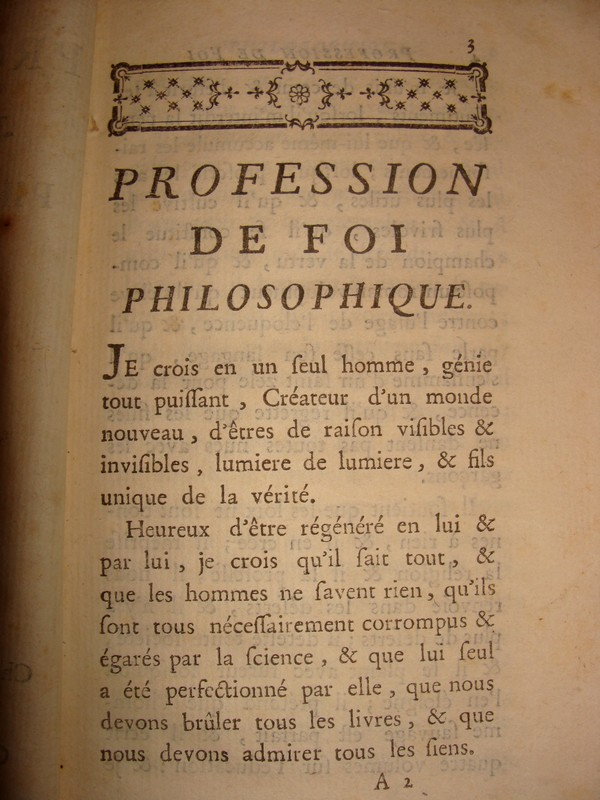
Début du texte de la « Profession de foi philosophique ».

- Discours sur les avantages des sciences et des arts prononcé dans l'assemblée publique de l'Académie des sciences et belles-lettres de Lyon, le 22 juin 1751. Avec la Réponse de Jean-J. Rousseau, citoyen de Genève (1752) Texte en ligne
- Parapilla, poëme en cinq chants, traduit de l'italien (1776), Texte en ligne, Paris, A Florence, chez Cupidon. M. DCC. LXXVI, 1776    (Wikisource). Nombreuses rééditions dont : Parapilla, et autres œuvres libres, galantes et philosophiques de M. B* (1783). Édition moderne :  Parapilla ou le Vit déifié, poème badin en cinq chants, Cercle du livre précieux, Paris, 1958.
- La Papesse Jeanne, poème en dix chants (1778)
- Éloge historique de milord Contenant (1783)
- Œuvres diverses de M. Borde (3 volumes, 1783)

Ouvrages attribués à Voltaire
- Prédiction tirée d'un vieux manuscrit sur La nouvelle Héloïse, roman de J. J. Rousseau (v. 1761) Texte en ligne
- Profession de foi philosophique (1763) Texte en ligne
- Tableau philosophique, du genre humain depuis l'origine du monde, jusqu'à Constantin, traduit de l'anglois (1767). Réédition : Hachette, Paris, 1972. Texte en ligne
- Le Cathecumene (1768). Réédition : Hachette, Paris, 1972. Texte en ligne

## Pour approfondir